# Terrazas del Portezuelo
Terrazas del Portezuelo es la denominación de un conjunto de edificios y parque cívico el cual incluye a la Casa de Gobierno de la provincia de San Luis, Argentina, primer edificio ecológico público del país, inaugurado el 9 de julio de 2010 (14 años) como homenaje al bicentenario de la Revolución de Mayo por el gobernador Alberto Rodríguez Saá, el impulsor del proyecto. Su condición de primer edificio público sustentable de la República Argentina fue certificado por la Fundación Proyecto Climático iniciada por Al Gore en octubre de 2011.
Este emprendimiento está destinado a sede de la administración pública provincial y se encuentra en un cerro de unas 20 ha poblado por flora autóctona ubicado en las márgenes del Dique Chico, un reservorio de agua para riego emplazado en una depresión de la cadena serrana puntana, en la periferia sur de la ciudad de San Luis y en el ingreso de la ciudad de Juana Koslay, en un punto señalado por algunos expertos como el lugar original de la fundación de la ciudad. Tiene vistas panorámicas hacia la ciudad, el Portezuelo y las sierras de San Luis. Se conecta con la ciudad de San Luis a través de la avenida circundante al mismo, la Avenida Parque y la Ruta Nacional 147 y desde la Autopista RN 7 llamada ‘Serranías Puntanas’. El proyecto del lugar pertenece al arquitecto cordobés Esteban Bondone y fue pensado como un parque cívico y sustentable en el que conviven espacios y edificios de uso público. 
Además de la Casa de Gobierno, el centro cívico está compuesto por cuatro edificios ministeriales: Proyección a Futuro (Tecnología), Estrategias (Desarrollo Estratégico), Conservador (Economía) y Capital (Recursos Humanos). El conjunto se cierra con una plaza pública y el Hito del Bicentenario, una torre de 125 metros de altura.

## La nueva Casa de Gobierno

### Descripción
El edificio inaugurado tiene forma de pirámide, se encuentra en el lugar más alto del predio y tiene una base cuadrada de 65 m de lado y una altura de 47 m; y, contiene 6 plantas incluido el subsuelo.  Es transparente, lleva un cerramiento exterior de ‘piel de vidrio’ con doble vidriado estructural, con aplicaciones de titanio en placas, y su superficie es de 11.510,82 m².
Está enteramente dedicada al Gobernador, que tiene sus oficinas en el tercer piso. Un nivel más arriba se ubica el área social de su residencia particular, con dormitorios en el quinto piso y salón de eventos privados en el sexto. El mirador ubicado en el séptimo piso está destinado a un jardín de invierno, con vista a los cuatro puntos cardinales.
Hay dos accesos, desde dos de sus caras opuestas, a un hall de doble altura al que balconean las circulaciones de oficinas. El centro de la pirámide es un prisma casi cerrado que contiene las circulaciones verticales y los servicios en los distintos pisos. El edificio está ubicado en el centro formada por otro edificio llamado “Herradura” y tres torres, todavía en construcción, a cuyo alrededor se ubicarán los módulos ministeriales.

## Cuidados ecológicos

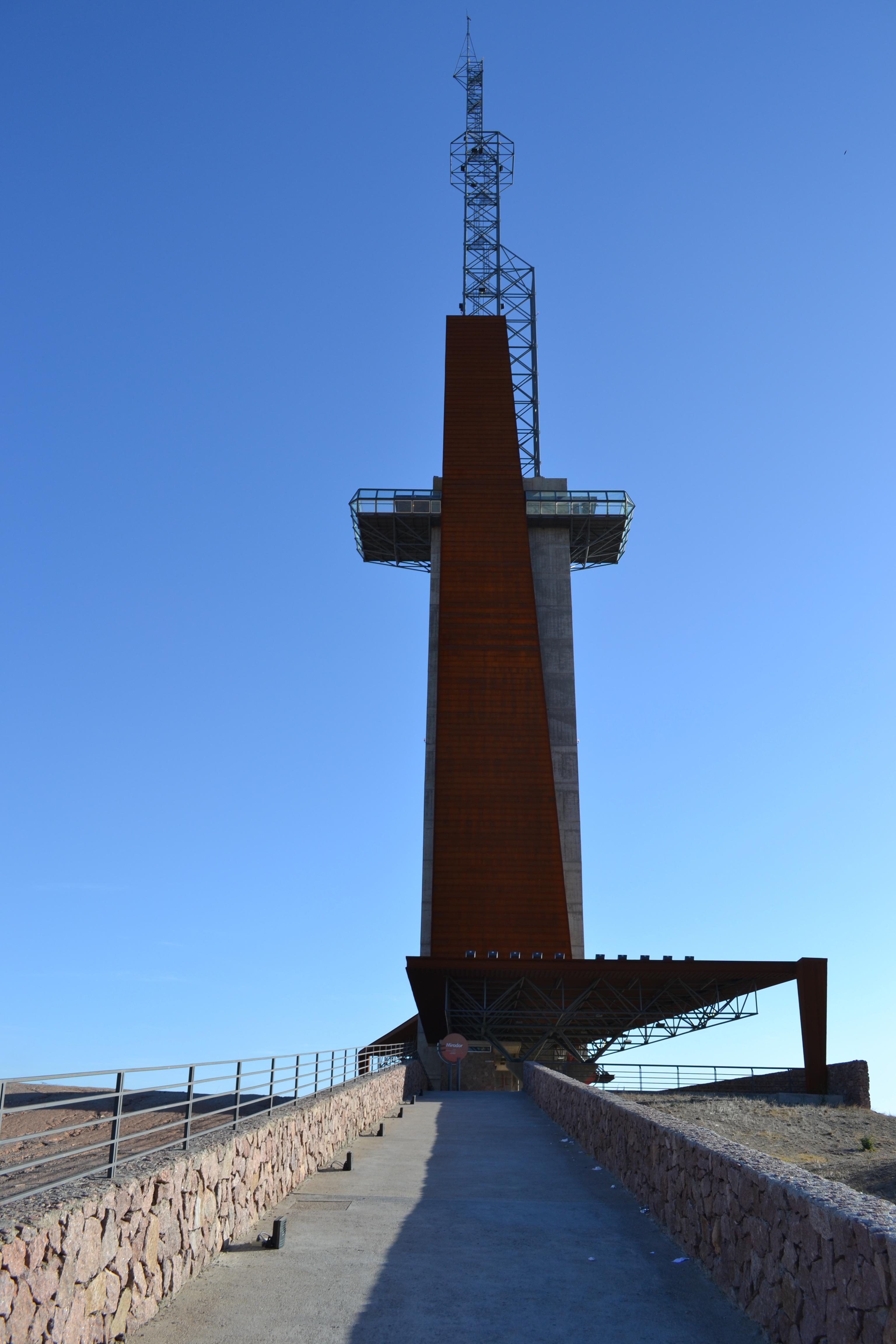
El Hito del Bicentenario alcanza los 125 metros.

La nueva Casa de Gobierno cuenta con un sistema de iluminación inteligente que funciona con un controlador centralizado que recibe la información, la procesa y genera las órdenes para los artefactos de iluminación, lo que reduce al mínimo la utilización de energía. Las aberturas son de doble vidriado hermético, esto es con dos vidrios separados entre sí por una cámara de aire seco – que le da su capacidad de aislante térmico – y sellado al paso de la humedad. Este sistema disminuye hasta un 70% el consumo de energía de climatización por las pérdidas de calor a través del vidrio y aumenta en más de un 100% la aislación térmica del vidriado. Cabe puntualizar que las pérdidas y ganancias de calor a través de las superficies de ventanas constituyen no menos de un 20% de las pérdidas totales de energía de un edificio.
La refrigeración y calefacción se realiza con el sistema de Volumen Refrigerante Variable, que mediante la tecnología de variación de velocidad, que emplea un sistema de caudal variable de refrigerante que envía la cantidad de refrigerante necesario de acuerdo a las necesidades de cada unidad interior, con lo cual hace un uso de la energía más eficaz que los sistemas tradicionales.
Para el reciclaje de residuos –estimados en una tonelada por día- se realiza la separación inicial de los mismos en cestos diferenciados (papel, plástico y orgánico) en los sectores administrativos, con lo cual se pretende que la totalidad de la basura producida sea reciclada en los centros dispuestos a tal efecto en la ciudad de San Luis para su posterior reutilización. Se prevé que la totalidad de los residuos de los aparatos electrónicos será reciclada.
El transporte en el nuevo edificio se realiza con vehículos eléctricos, para reducir las emisiones de gases y promover el uso de energías renovables y limpias, señalándose que por cada kilómetro de transporte limpio se dejara de emitir 1 kg de dióxido a la atmósfera.
En el predio se ha dejado intacta el área de bosque con plantas y árboles nativos y se han agregado con criterio paisajístico especies autóctonas. Por estar adaptadas al clima y al suelo de la región, estas especies requieren baja cantidad de agua para riego en comparación con las exóticas. 
El edificio cuenta con una planta de tratamiento del agua construida con la más avanzada tecnología y con los más altos estándares de calidad que potabiliza 60.000 L diarios de agua.

## Hito del Bicentenario

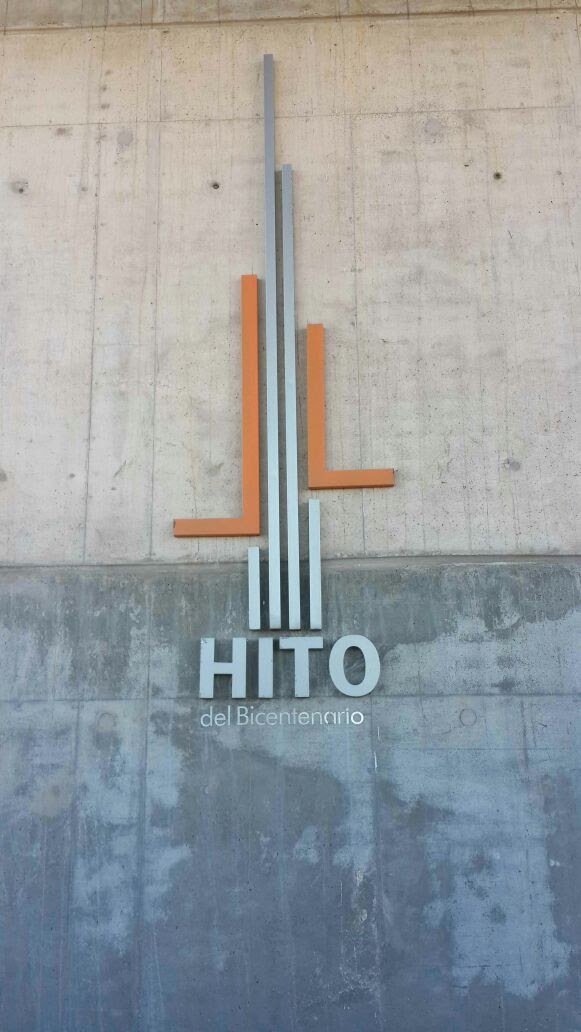

El Hito se encuentra detrás del edificio de Terrazas del Portezuelo. Su estructura de acero y hormigón, alcanza los 130 m de altura.
A unos 50 m de altura, se encuentra ubicado el mirador, que permite una vista panorámica de la ciudad, como así también contemplar localidades próximas como Juana Koslay, La Punta, Potrero de los Funes y Salinas del Bebedero. La cima se encuentra iluminada con tecnología led, que cambia de color cada 30 segundos .